# Squel Stein
Squel Sauane Stein (Ibirama, 7 de setembro de 1991) é uma ciclista olímpica brasileira da modalidade BMX.
Começou a pedalar durante a infância, em sua cidade natal, e passou a se dedicar ao BMX. Aos 16 anos recebeu sua primeira convocação para a seleção brasileira e, no ano seguinte, profissionalizou-se por incentivo dos pais. Foi a primeira brasileira a chegar a uma final de mundial de elite.
Representou o Brasil nos Jogos Olímpicos de Verão de 2012 em Londres, no BMX feminino. Chegou à semifinal, mas sofreu uma queda que resultou na sua eliminação do evento.
Squel Stein não participou dos Jogos Olímpicos do Rio em 2016 em razão das diversas lesões sofridas no último ano.